# The Good Ones
The Good Ones è un singolo della cantante statunitense Gabby Barrett, pubblicato l'8 giugno 2020 come secondo estratto dal primo album in studio Goldmine.

## Descrizione
Per il brano, Gabby Barrett si è ispirata alla relazione con il marito Cade Foehner, volendo scrivere di una relazione positiva in contrasto al precedente singolo I Hope.

## Video musicale
Il videoclip del brano, diretto da Roger Pistole, è stato reso disponibile il 29 agosto 2019.

## Tracce
Download digitale
1. The Good Ones – 3:33

## Formazione
Musicisti
- Gabby Barrett – voce
- Zach Kale – cori, chitarra elettrica, tastiera
- Ross Copperman – chitarra acustica
- Danny Rader – chitarra acustica
- Alex Wright – tastiera
- Jacob Arnold – batteria

Produzione
- Daniel Bacigalupi – mastering
- Buckley Miller – missaggio
- Zach Kale – programmazione

## Classifiche

### Classifiche settimanali
| Classifica (2021) | Posizione massima |
| ----------------- | ----------------- |
| Canada            | 41                |
| Stati Uniti       | 19                |

### Classifiche di fine anno
| Classifica (2021) | Posizione |
| ----------------- | --------- |
| Stati Uniti       | 62        |